# フィーバータイガーマスク
フィーバータイガーマスクは、2010年12月にSANKYOから発売された、梶原一騎の名作プロレス漫画タイガーマスクとタイアップしたパチンコ機のシリーズ名。
CRフィーバータイガーマスク 虎よ闘え! カウント80とCRフィーバータイガーマスク 虎魂！ カウント50、CRフィーバータイガーマスク 俺こそが「虎の穴」 カウント50とCRフィーバータイガーマスク 「虎の穴」の逆襲 カウント50の4機種がある。

## 概要
液晶型のデジパチ。本機のコンセプトは「SPEED&FIGHT」である。14ラウンドの大当たり演出「ウルトラタイガーボーナス」と、ランクアップ式の大当たり演出「タイガーボーナス」、連チャンゾーンであるSTの「タイガーRUSH」を搭載しており、大当たり中とタイガーRUSH中は、右打ちによる超速消化と、興奮のバトルが展開される。

タイガーRUSH終了後に時短に突入することもあり、ST継続率も高い機種となっている。シリーズ機によってST回数や時短回数は異なる。

出玉なしの確変大当たりや、実質2ラウンドの確変大当たりも搭載しており、電サポが付く大当たりと電サポなしの大当たりが存在する。通常時の様々な演出から突入するモード移行で、潜伏確変期待度を示唆している。

潜伏確変、突然確変、突然通常、小当たりのいずれかに当選した時に発生するモード移行で、確変に当選しているかを推測するゲーム性となっている。

液晶周囲にガッタイガー、上部にローリングタイガー、右上にフォールランプ、下部に虎だ！ギミックの多彩な各役物を搭載している。

## スペック
- CRフィーバータイガーマスク 虎よ闘え! カウント80[2]
  - 賞球数 3&10&15
  - 大当たり最高継続 14R（7カウント）
  - 大当たり確率 1/370.3
  - 確変中大当たり確率　1/43.9
  - 確変率　95%
  - 確変期間　80回転まで
  - 時短システム　特定大当たりのST終了後20回転or特定大当たり後80回転
- CRフィーバータイガーマスク 虎魂！ カウント50
  - 賞球数 3&10
  - 大当たり最高継続 14R（7カウント）
  - 大当たり確率 1/159.8
  - 確変中大当たり確率　1/38.9
  - 確変率　94%
  - 確変期間　50回転まで
  - 時短システム　特定大当たりのST終了後50回転or特定大当たり後50回転
- CRフィーバータイガーマスク 俺こそが「虎の穴」 カウント50
  - 賞球数 3&4&10
  - 大当たり最高継続 14R（7カウント）
  - 大当たり確率 1/240.1
  - 確変中大当たり確率　1/30.1
  - 確変率　94%
  - 確変期間　50回転まで
  - 時短システム　特定大当たりのST終了後50回転or特定大当たり後50回転
- CRフィーバータイガーマスク 「虎の穴」の逆襲 カウント50[1]
  - 賞球数 3&10
  - 大当たり最高継続 14R（5カウント）
  - 大当たり確率 1/99.9
  - 確変中大当たり確率　1/37
  - 確変率　94%
  - 確変期間　50回転まで
  - 時短システム　特定大当たりのST終了後50回転or特定大当たり後50回転

## 図柄
- 1 - 大門大吾
- 2 - ヨシ坊&ガボテン
- 3 - 若月ルリ子
- 4 - ミスターX
- 5 - 健太
- 6 - 若月先生
- 7 - 伊達直人
- 8 - チャッピー&ようこ
- 9 - 嵐虎之介

## 演出
予告アクション
- ステップアップ予告

全5段階存在し、その内容は滞在ステージによって異なる。ちびっ子ハウスステージ滞在中はステップ3に登場する車の種類で期待度が変化し、ステップ1で伊達直人が登場するパターンが発生すればチャンスアップとなる。
どのステージに滞在していてもステップ5まで発展すればアツい。
- セリフ予告

キャラ1人が登場する一言パターンや2人での会話パターン、ボタンで4キャラから選択できるルーレットパターンが存在する。一言パターンからはモード移行の可能性がある。
- ポスター予告

ポスターが飛んでくる予告。２枚目のポスターが出現すればチャンスとなる。サクラ柄のポスターが出現した場合は、その時点で激アツである。
- 新聞予告

変動中に丸まった新聞が出現し、開かれて内容が見えるようになる。新聞の記事内容で発展先を示唆する予告で、記事がズームアップすればチャンスとなり、文字の周囲が赤の場合は、さらにチャンスアップとなる。
- 週刊誌予告

変動中に週刊誌の表紙、1枚目の見開き、2枚目の見開きといった感じで表示される。週刊誌に袋とじがあった場合は期待度もアップする。
- スクラッチ予告

V-コントローラーでスクラッチカードを削る演出。出てきたキャラクターや、カードの色で期待度が変化する。
- 保留変化予告

保留の表示が「怪」「夢」「熱」等の文字に変化する先読み予告演出。一度保留変化が発生した後に、さらに変化することもある。
- 魔神像予告

保留変化後に該当保留が変動を開始すると画面左下にメッセージが出現する。様々な内容で期待度などを示唆する。
- エンブレム予告

図柄停止時に、3つの図柄にエンブレムが表示される保留の先読み予告。
- 動物園背景予告

保留の先読み予告で、背景が動物園に変化することがある。発生したら必ずリーチに発展し、当たれば14ラウンド大当たり濃厚となる大チャンス演出である。
- 疑似連続予告

疑似連は中デジタルに「虎」図柄が停止することで発生する。疑似連回数に応じてフォールランプも点灯する仕様となっており、擬似連発生に至る演出は、扉開閉やV-コントローラー図柄揃い、ケンタ缶蹴り、風船、フォール等々非常に多彩である。
エピソード系の擬似連はルリ･直人･大門の3パターン存在する。
図柄がテンパイしてリーチになった場合でも、ウルトラタイガーブリーカーが発生すれば擬似連継続となる。
リーチ後予告
- 次回予告

次回予告ムービーが流れて発展先リーチを予告する。スーパーリーチに発展する大チャンス演出である。
- 虎覚醒予告

リーチ後にボタンが表示された場合に、押すことで出現することがある予告演出で、伊達直人が覚醒する激アツ予告の一つである。
- 図柄オーラ予告

リーチ後に図柄がオーラを纏う予告演出で、青→緑→赤→レインボーの順に期待度が高くなる。
- 声援予告

リーチ後にケンタや大門、ルリ子等からの声援カットインが出現する予告。カットインが大きいほど期待度もアップし、全画面を覆うパターンの場合は大チャンスとなる。
- 必殺技予告

必殺技カード出現後にV-コントローラーを引くと必殺技が表示される。難易度の星が多いほど期待度も高くなる。
ウルトラタイガーブリーカーが出現すれば超激アツである。
- リングサイド予告

リングサイドに登場するキャラクターによって展開が変化。ミスターＸならSPリーチへの発展を示唆しており、記者ならモード移行を示唆している。
ボス登場ならチャンスパターンとなる。
- ガッタイガー予告

液晶画面を囲むガッタイガー役モノが完成すれば、ガッタイガー予告となって期待度が大幅にアップする。エフェクトの色も期待度に影響し、青→黄色→赤→サクラ色の順で高期待度となる。
モード
通常時は多彩なモード移行で潜伏確変期待度を示唆する。モード移行タイミングは複数存在し、デジタル停止時やSPリーチハズレ後等で「虎だ！」ギミックが出現すればモード移行となる。
ギミックの色でも確変期待度を示唆しており、青→赤→レインボーの順で確変期待度は高くなる。
モードは3種類あり、「虎の記憶」→「悩める虎」→「目覚めた虎」の順に期待度がアップし、目覚めた虎は突入した時点で激アツである。
2ラウンド大当たりの「スモールボーナス」後に限っては、「深･虎の記憶」「深･悩める虎」「真･目覚めた虎」に移行することがあり、通常パターンよりもそれぞれ確変期待度が高いモードとなる。
真･目覚めた虎モードに突入した場合は、その時点で潜伏確変濃厚となる。
モード限定予告
- 「悩める虎」モード限定予告

悩める虎モード滞在中は、画面右下にある「虎」の文字の色で潜伏確変期待度を示唆している。青→紫→黄→オレンジ→赤→炎の順で確変期待度がアップする。
文字色は、応援やバッシングによって変動する。
- 「虎の記憶」モード限定予告

虎の記憶モード滞在中は、テロップと虎柄フレームの出現頻度で確変期待度を示唆している。出現頻度が高くなるほど確変期待度がアップする。
モード限定予告として、カードの色と内容で様々な示唆をする「タイガーカード予告」の他に、「ステップアップ予告」と「嵐格言予告」が発生することがある。
- 「目覚めた虎」モード限定予告
  - 炎オーラ予告

オーラの色によって期待度が変化する。青→緑→金色の順で期待度がアップする。
  - 記者予告

タイガーのコメント内容によって期待度が変化する。赤文字ならチャンスアップとなる。
  - タイガー眼光予告

全3段階で、タイガーが画面手前に近づく予告演出。近づくほど期待度は高くなる。
  - 咆哮前兆予告

全3段階でタイガーが咆哮する前兆予告。画面手前に近づく3段階目まで発展すると期待度は高くなる。

リーチアクション
- ロングリーチ
  - ちびっこハウス系

「ルリ子占いリーチ」と「TVロングリーチ」2パターン存在する。ルリ子占いリーチでは占いカードの種類で期待度が変化し、TVロングリーチではTVの画面に映される映像や子供のセリフによって期待度が変化する。
  - 刺客系

敵の刺客が登場するロングリーチ。登場するキャラクターによって期待度が変化する。「ピラニアン」「ミスターNO」が出現したらモード移行の大チャンスとなる。
- フォールリーチ
チャンス目停止から発展の可能性があるリーチアクションで、「赤き死の仮面」「ゴールデンマスク」「スカルスター」のいずれかと対決し、フォールで対戦相手から3カウントを奪えばタイガーボーナス当選となる。
逆転パターンでの大当たりの場合は、タイガーボーナスではなく「ウルトラタイガーボーナス」(14ラウンドの大当たり)へ突入する。
- 2Dバトルリーチ
2Dアニメ映像で敵レスラーと対戦するリーチアクション。対戦相手はフォールリーチと同じである。対戦中のオーラの色で期待度を示唆しており、赤ならチャンスとなる。
  - 赤き死の仮面

繰り出す技の種類によって期待度が変化する。リーチの途中で虎が登場すれば大チャンスである。ハズレ後にモード移行の可能性もある。
  - ゴールデンマスク

繰り出す技の種類によって期待度が変化する。リーチの途中で虎が登場すれば大チャンスである。ハズレ後にモード移行の可能性もある。
  - スカルスター

繰り出す技の種類によって期待度が変化する。対戦相手がスカルスターの場合は、他の対戦相手に比べてチャンスアップパターンとなる。
- エピソードリーチ
全回転リーチを除けば本機最強となる激アツリーチで、2パターンのエピソードリーチが存在する。
  - 黄色い悪魔

タイガーがメリケンサックの使用を思い止まり、正義の戦いができれば大当たりとなる。
  - 迫りくる魔の手

迫りくる「虎の穴」からの魔の手に伊達直人が立ち向かう。最終局面で車が落とし穴を飛び越えれば大当たりとなる。
- 全回転リーチ
疑似連続4回から突入する。感動的な場面が流れる14ラウンド大当たり確定のプレミアムリーチ。

ボーナス
図柄揃いの大当たりは14ラウンド確変確定のウルトラタイガーボーナスとなり、終了後はタイガーRUSHへ突入する。
通常時のフォールリーチからの大当たりは、4ラウンド確変or8ラウンド確変or12ラウンド確変のタイガーボーナスとなり、ラウンド中の昇格演出に成功すればラウンドが継続する。タイガーボーナス終了後もタイガーRUSHへ突入する。
モード移行と思いきや、ガッタイガー完成で14ラウンド確変の「EX虎ボーナス」へ突入することもあり、終了後はタイガーRUSHへ突入する。
2ラウンド分の出玉が獲得できるスモールボーナスも搭載しており、スモールボーナス後は専用モードのいずれかに移行する。このスモールボーナス後のモード移行は、通常のモード移行時よりも確変期待度は高くなっている。
タイガーRUSH
タイガーボーナス･ウルトラタイガーボーナス終了後に突入する、電サポ付きST80回転の高確率モード。一度突入すれば約81.4%の確率で出玉ありの大当たりがループするので、一撃大量獲得の大チャンスとなる。
タイガーRUSH中は、加速が始まればバトル発展のチャンスとなる。加速時の煙の色で期待度を示唆しており、白→青→赤の順で期待度がアップする。
煙発生後、タイガーの目が光ってミスターXが登場すればバトル発展となる。加速演出以外にも、タイガーが攻撃すると敵出現のチャンスとなっており、繰り出す技（弱･中･強の3つ）によってもバトル発展期待度が変わる。
ミスターX画面が岩陰にズームアップすればチャンスとなり、岩に刻まれたメッセージ出現後、タイガーブリーカード停止で激アツとなる。
バトル時に対戦する刺客によって勝率が異なり、全部で13人の敵レスラーが用意されている。対戦相手が「ミラクルズ」の場合は超激アツとなり、最強の敵である「タイガー･ザ･グレート」が対戦相手に選ばれ、勝利することができれば保留連が濃厚になる。
バトル中のタイガーの必殺技は弱･中･強の3パターンが各対戦相手ごとに用意されており、通常はボタンを押すとタイガーが繰り出す技が表示されるのだが、ボタンではなくV-コントローラーによる技選択が発生するとチャンスアップとなる。
必殺技でも強パターンとなるウルトラタイガーブリーカーorウルトラタイガードロップが発動すれば超激アツとなる。
グレートゼブラやミスター不動等の仲間キャラ登場による救済発生も超激アツである。
タイガーRUSHラスト3回転からは、パネルを破壊していく「ファイナルチャンス」が発生する。破壊後のパネルの内容によって、その後の展開が変化する。ここで「タイガーRUSH REVENGE」パネルが出現すると、時短のリベンジモードに突入する。
リベンジモード中は、タイガーRUSH中同様にミスターX登場でバトルへ発展となる。